# Valentina Margaglio
Valentina Margaglio (* 15. November 1993 in Casale Monferrato) ist eine italienische Skeletonpilotin und ehemalige Bobfahrerin. Im Jahr 2012 nahm sie gemeinsam mit Mathilde Parodi für Italien im Bobsport an den Olympischen Jugend-Winterspielen teil. 2020 gewann sie gemeinsam mit Mattia Gaspari die Bronzemedaille im Skeleton-Mixed-Wettbewerb bei den Bob- und Skeleton-Weltmeisterschaften.

## Karriere

### Karriere als Bobfahrerin
Ihre sportliche Karriere begann Valentina Margaglio als Leichtathletin. Zur Saison 2011/12 wechselte sie zum Bobsport und wurde zur Bobanschieberin ausgebildet. Am 5. und 6. November nahm sie als Anschieberin von Mathilde Parodi an der europäischen Qualifikation für die olympischen Jugend-Spiele in Innsbruck teil. Bei diesen beiden Wettbewerben belegten sie den achten und neunten Platz. Am 17. November 2011 starteten die beiden zum ersten und einzigen Mal im Bob-Europacup. Bei dem Rennen auf dem Olympia Eiskanal Igls belegten sie den 27. und letzten Platz. Schlussendlich konnten sich die beiden für die Olympischen Jugend-Winterspiele 2012 qualifizieren und wurden vom Comitato Olimpico Nazionale Italiano für diese nominiert. Am 22. Januar beendeten die beiden den Wettkampf auf dem fünften Platz. Nach diesem Wettbewerb nahm sie drei Jahre lang nicht mehr an von der IBSF gelisteten Bob-Wettbewerben teil. Erst am 31. Januar 2015 nahm sie als Anschieberin von Martina Schiavon an einen weiteren Wettbewerb teil und die beiden belegten bei diesem Europacup-Wettbewerb in Winterberg den neunten Platz.

### Karriere als Skeletonfahrerin

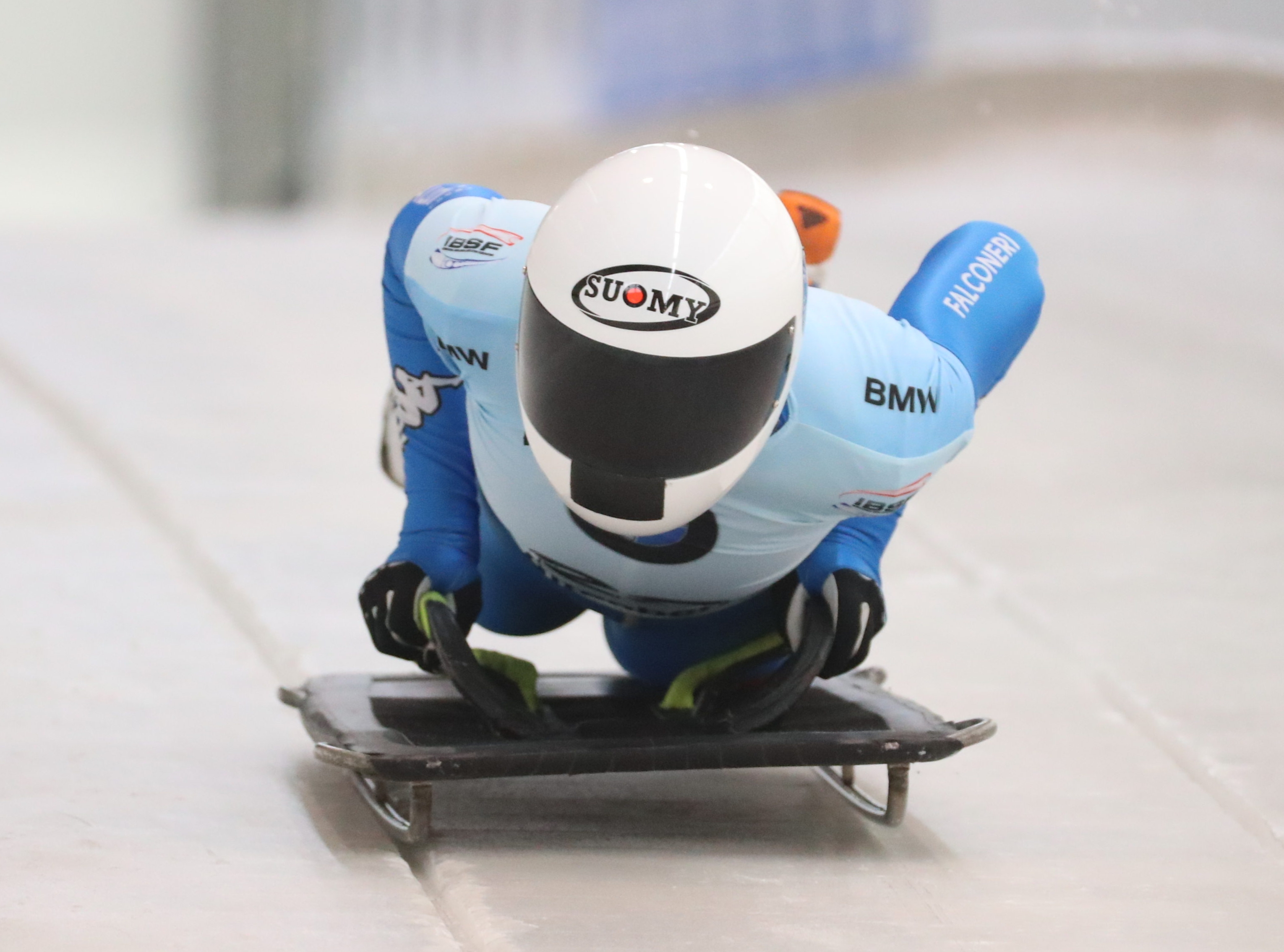
Valentina Margaglio bei den Bob- und Skeleton-Weltmeisterschaften 2020 in Altenberg

Danach wechselte sie Valentina Margaglio vom Bobsport zum Skeletonsport und debütierte in der Saison 2015/16 im Skeleton-Europacup. Am 14. Januar 2016 absolvierte sie ihr erstes internationales Skeleton-Rennen und belegte bei diesen Europacup-Rennen in Königssee den 15. Platz. Einen Tag später belegte sie beim zweiten Rennen auf der Kunsteisbahn Königssee den zwölften Platz. Am Ende der Saison belegte sie mit 63 Punkten den 25. Platz in der Gesamtwertung des Europacups. In der Saison 2016/17 sammelte sie insgesamt 132 Punkte und belegte damit in der Gesamtwertung des Europacups den 20. Platz. Durch ihre Leistungen konnte sie sich zum Abschluss der Saison 2016/17 für die Bob- und Skeleton-Weltmeisterschaften qualifizieren, welche 2017 in Königssee ausgetragen wurden. Bei ihren ersten Weltmeisterschaften belegte sie bei 31 Starterinnen den 28. Platz.
In der Saison 2017/18 debütierte Valentina Margaglio im Skeleton-Intercontinentalcup. Bei ihrem ersten Wettbewerb in dieser Rennserie belegte sie am 4. November 2017 den 19. Platz in Whistler und einen Tag später belegte sie beim zweiten Wettbewerb im Whistler Sliding Centre den 18. Platz. Am 15. Dezember 2017 nahm sie in Innsbruck an den Europameisterschaften teil, welche gemeinsam mit dem Weltcup ausgetragen wurde. Sie wurde aber nur in der Europameisterschaftswertung gewertet, da sie keinen Startplatz im Weltcup hatte, und in dieser Wertung belegte sie den 15. Platz. Nach der Teilnahme an der Europameisterschaft startete sie am 4. Januar 2018 wieder im Intercontinentalcup und konnte bei dem Wettbewerb in St. Moritz auf den Olympia Bob Run St. Moritz–Celerina mit dem fünften Rang erstmals im Intercontinentalcup ein Top-Ten-Ergebnis belegen. Am Ende der Saison belegte sie in der Gesamtwertung des Intercontinentalcups den 12. Platz mit 452 Punkten.
Nachdem sie bereits vier Rennen im Intercontinentalcup und zwei Wettbewerbe im Europacup absolviert hatte, debütierte Valentina Margaglio in der Saison 2018/19 im Skeleton-Weltcup. Bei ihrem ersten Weltcup-Rennen belegte sie am 14. Dezember 2018 in Winterberg den 20. Platz und bereits in ihrem dritten Weltcup-Rennen belegte sie am 18. Januar 2019 mit den zehnten Platz in Innsbruck erstmals eine Top-Ten-Platzierung im Weltcup. Der Weltcup in Innsbruck diente auch gleichzeitig als Europameisterschaft und in dieser Wertung belegte sie den neunten Platz. Am Ende belegte sie im Gesamtweltcup mit 368 Punkten den 19. Platz. Zum Abschluss der Saison nahm sie zum zweiten Mal an Bob- und Skeleton-Weltmeisterschaften teil. Bei den Weltmeisterschaften 2019, welche in Whistler ausgetragen wurden, belegte sie den 23. Platz.

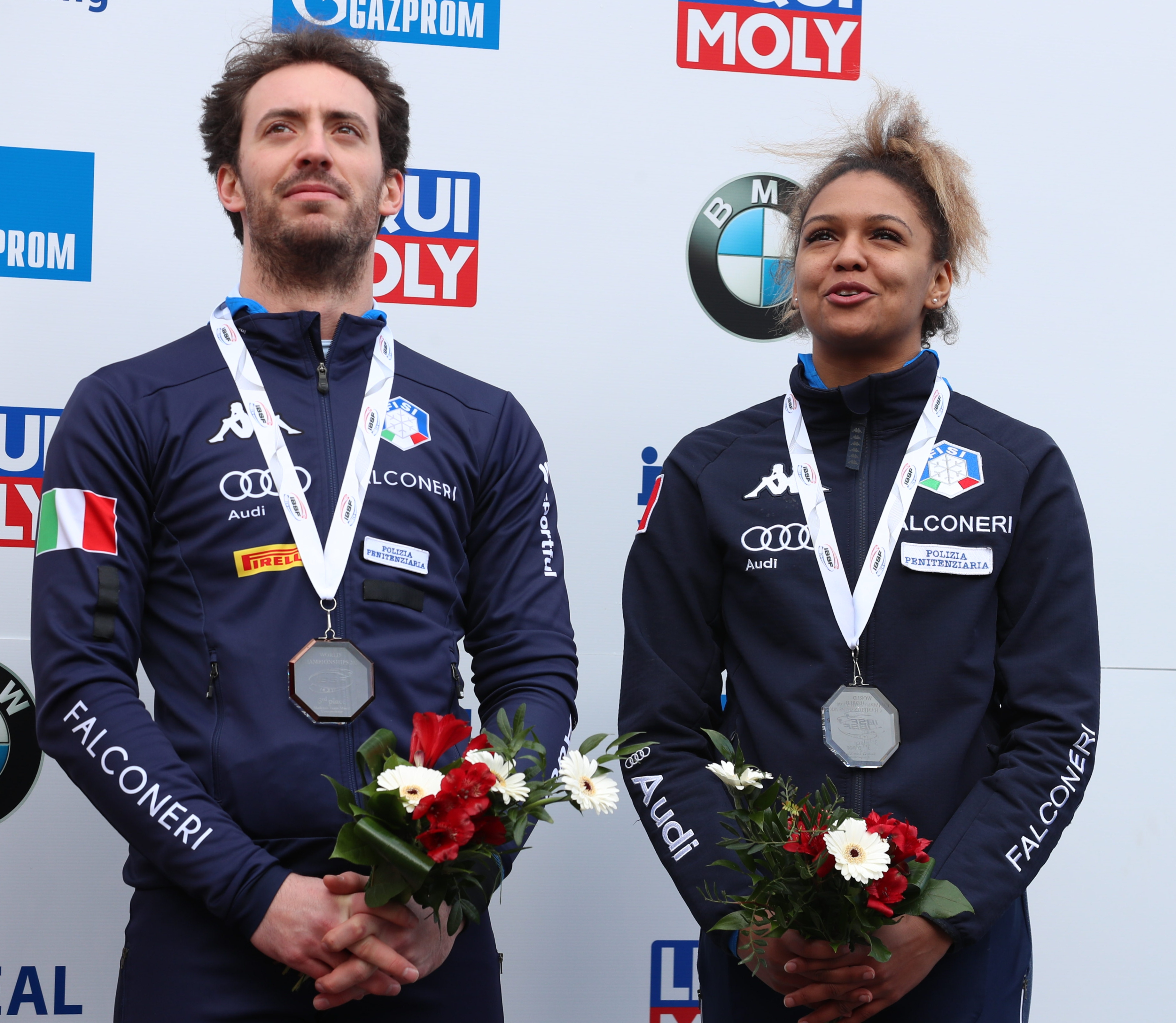
Margaglio zusammen mit Mattia Gaspari bei den Bob- und Skeleton-Weltmeisterschaften 2020 in Altenberg

In der Saison 2019/20 startete Valentina Margaglio sowohl im Weltcup als auch im Europacup. Am 10. Januar 2020 startete sie in Innsbruck bei einem Europacup-Wettbewerb und belegte dabei hinter Alina Tararytschenkowa und Alessia Crippa den dritten Platz, ihre erste Podiumsplatzierung im Europacup. Nachdem sie am 24. Januar 2020 in Altenberg bereits den vierten Platz belegte, konnte sie am 25. Januar 2020 beim zweiten Wettbewerb in Altenberg über ihren zweiten Podestplatz jubeln. Hinter Alina Tararytschenkowa und Agathe Bessard belegte sie erneut den dritten Platz. Zum Abschluss der Saison durfte sie an den Bob- und Skeleton-Weltmeisterschaften 2020, welche auf der Rennschlitten- und Bobbahn Altenberg ausgetragen wurden, teilnehmen. Im Einzelwettbewerb belegte sie nach vier Läufen den 17. Platz. Beim erstmals ausgetragenen Skeleton-Mixed-Wettbewerb gewann sie gemeinsam mit Mattia Gaspari die Bronzemedaille hinter dem deutschen und kanadischen Team. Damit konnten die beiden die erste WM-Medaille für Italien im Skeleton gewinnen.

## Privates
Sie ist die Tochter einer Ivorerin und eines Italieners und hat zwei Schwestern und einen Bruder.